# 袀玄
袀玄，纯玄色即全黑色服装。古代的礼服。中國秦朝规定其正朔为水德，尚黑色，并废除冕服，改用全黑深衣作为男子礼服，称为“袀玄”。汉朝建立以后，继承秦朝制度，沿用袀玄，至汉明帝时期方恢复冕服为男子礼服。
法家治世、崇尚实用的秦曾废除冕服，只有一套上下皆黑的祭服，称为袀玄（《后汉书·舆服志》载：“秦以战国即天子位，减去礼学，郊祀之服，皆以袀玄”），一直到东汉永平二年〈公元59年〉,明帝即位后,才下诏礼宫博采《周礼》、《礼记》,对周代祭服整理出个头绪,重新颁布了冕服制度。《淮南子·齐俗训》：“尸祝袀袨。”高诱注：“袀，纯服；袨，墨斋衣也。”

## 西汉

### 皇帝礼服
叔孙通为刘邦制定礼仪，以袀玄作为大朝服，而四季常朝服以五色。立春-青色，立夏-赤色，季夏-黄色，立秋-白色，立冬-黑色。要注意的是，袀玄是玄色，玄色是黑中扬赤，与黑色不同。
西汉大朝朝服配刘氏冠（竹皮长冠），常朝配通天冠。
另：诸侯王配远游冠

### 文官朝服
文官礼服是袀玄，腰佩绶带，头戴进贤冠，以绶带和印区分等级。

### 武官朝服
武官礼服色红，头戴貂蝉冠，同样以印绶区分等级。